# زبان‌های پاما-نیونگایی
زبان‌های پاما-نیونگایی (به انگلیسی: Pama-Nyungan languages) گسترده‌ترین خانواده زبانی در میان زبان‌های بومی استرالیا است که حدود ۳۰۰ زبان را دربردارد. نام پاما-نیونگایی برگرفته از نام دو گروه در این خانواده است که بیشترین فاصله را از هم دارند. زبانهای پامایی در شمال شرقی و زبانهایی نیونگایی در جنوب غربی. واژه‌های پاما و نیونگا در زبانهای مربوطه به معنای انسان هستند.
دیگر زبان‌های بومی قاره استرالیا گاه با عنوان زبانهای غیر پاما-نیونگایی یاد می‌شوند که البته نظریه‌ای برای رده‌بندی این زبان‌ها نیست. خانواده زبانی پاما-نیونگایی دارای بیشترین پراکنش جغرافیایی، بیشترین جمعیت گویشور بومی و بیشترین تعداد زبان‌ها در میان زبانهای بومی استرالیاست. گویشوران بیشتر زبان‌های پاما-نیونگایی گروه‌های قومی کم‌جمعیتی با چند صد گویشور یا کمتر هستند. بیشتر این زبان‌ها گویشوران خود را از دست داده و منقرض شده‌اند و تقریباً تمام زبانهای دیگر این خانواده که باقی مانده‌اند به شیوه‌ای در خطر هستند. تنها در بخش‌های مرکزی استرالیا زبانهای پاما-نیونگایی به‌طور گسترده در سراسر اجتماع صحبت می‌شوند.